# Прядка (геральдика)
Прядка — негеральдична фігура в геральдиці. Її можна знайти в двох основних зображеннях на гербах.
Проста форма — це половина або повне колесо в щиті. Те, що це має бути прядка, зрозуміло лише з опису герба.
Друга форма — це більш-менш просторова форма справжньої прядки з багатьма деталями. Ця складна геральдична фігура суперечить геральдичному правилу простоти.

Герб Майнлойса (форма 1)[1]
Герб Асбах-Бойменгайма (форма 1)[2]
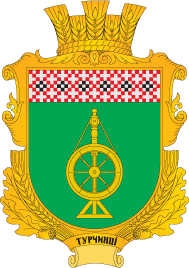
Герб Турчинців (форма 2)
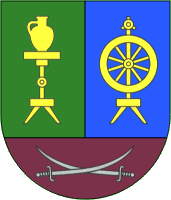
Герб Лишні (форма 2)
Герб Гміни Секерчин (форма 2)
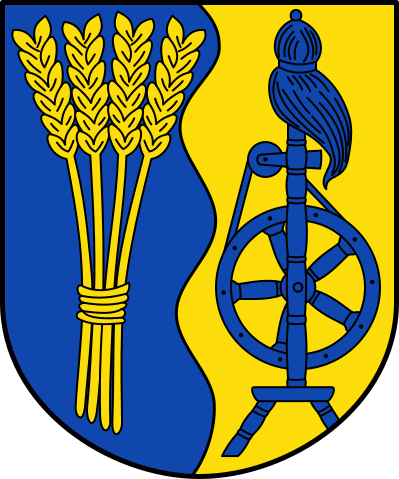
Герб Люнне (форма 2)